# 貝德福德鎮區 (密蘇里州林肯縣)
貝德福德鎮區（英語：Bedford Township）是位於美國密蘇里州林肯縣的一個行政鎮區。

## 地方資料
貝德福德鎮區的面積為109.52平方千米，當中陸地面積為108.09平方千米，而水域面積為1.43平方千米。根據2020年美國人口普查的數據，當地共有人口13790人，而人口密度為每平方千米125.91人。